# Le repas fantastique
Le repas fantastique è un cortometraggio del 1900 diretto da Georges Méliès.

## Trama
Due donne ed un uomo stanno per mettersi a tavola, ma la cosa risulta impossibile perché gli oggetti si muovono, appaiono, scompaiono e si trasformano e alla fine intervengono anche esseri fantasmatici.